# Andritz

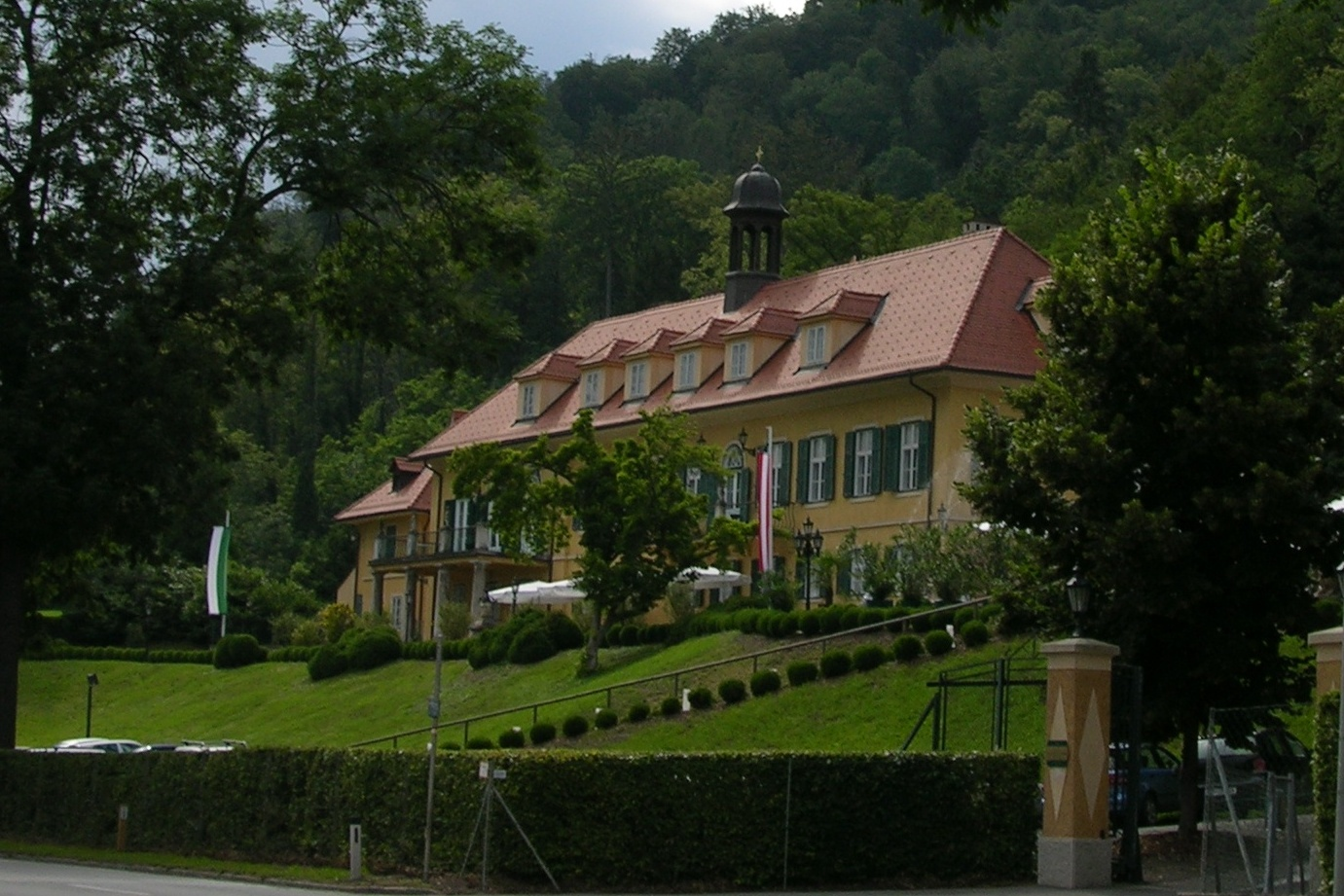
St. Veiter Schlössl (2008), ehem. Schloss Eckhofen

Andritz ist der 12. und flächenmäßig größte Stadtbezirk der steirischen Landeshauptstadt Graz. Er liegt im Norden von Graz und besteht aus den alten Dörfern Oberandritz, Unterandritz und St. Veit sowie der Streusiedlung Neustift. Er umfasst die Katastralgemeinden Andritz, Graz Stadt-St. Veit ob Graz und Graz Stadt-Weinitzen.

## Geographie
Andritz liegt linksufrig an der Mur, die die Grenze zum Nachbarbezirk Gösting bildet. Die nördliche Bezirksgrenze bzw. die Stadtgrenze verläuft durch den südlichen Teil des Grazer Berglandes. Höchste Erhebung im Bezirk ist der Lineckberg, der zugleich die höchste Erhebung der Stadt am linken Murufer bildet. Weitere bekannte Hügel sind der Admonter Kogel und der Reinerkogel.
Der Andritzbach fließt durch Andritz in die Mur. Er entspringt in der Nachbargemeinde Stattegg. Die dort gelegene Quelle Andritz-Ursprung wird wegen ihres Namens oft fälschlich als dessen Quelle genannt.
Um 1976/1977 wurde der (linke obere) Mühlgang zugeschüttet, der sehr lange Zeit bei einem Wehr oberhalb der alten Weinzödlbrücke ausgeleitet wurde und durch Andritz und bis zum Schloßberg floss. 1982 ging das neue Murkraftwerk Weinzödl am Nordrand von Graz in Betrieb. Nach Hochwasserschäden im Bezirk wurden um 2015/2018 vorsorglich Rückhaltebecken und Bachquerschnittsvergrößerungen für große Hochwasser gebaut.
Der Riel-Teich (auch Rielteich) und die angrenzenden Wiesenflächen an der Stattegger Straße sind Naturschutzgebiet. Der Schutz beruht darauf, dass die im Teich vorkommenden Tiere in ihrer Vielfalt einzigartig sind, es wurden allein 49 Arten von Libellen gefunden. Das Naturschutzgebiet ist 11.734 m² groß.

## Geschichte
Das Gebiet des heutigen Bezirks Andritz war schon zur Römerzeit besiedelt. Ein Friedhof aus spätrömischer Zeit lag in Weinzödl. Der Name Andritz wird 1265 erstmals urkundlich als „Endritz“ erwähnt. Der Ortsname stammt aus dem Slawischen (jendrica = „schnell fließendes Wasser“). Viele Siedlungs- und Flurnamen sind hier slawischen Ursprungs: Gabriach (von Gabraw) alter Name für St. Veit, Weinitzen (von vinica); Zapuden, Schuritz, Glim und Rannach.
Die alten Bauerndörfer änderten ihre Charakteristik, als 1852 Josef Körösi eine Eisengießerei und eine Maschinenfabrik ansiedelte (Maschinenfabrik Andritz AG, heute Andritz AG). 1913 folgte die Papierfabrik Kranz, die aus einer seit 1790 bestehenden Papiermühle hervorgeht. Diese wurde 1939 von der Industriellenfamilie Arland übernommen und hatte bis 1990 Bestand.
Andritz wurde 1850 eine selbständige Gemeinde, kam aber gemeinsam mit St. Veit und dem südlichen Teil von Weinitzen 1938 zu Graz. Mit der Eingemeindung wurde auch ein neuer Name eingeführt (Graz Nord). 1946 wurden durch einen Gemeinderatsbeschluss die heutigen Bezirksgrenzen und der heutige Name Andritz festgelegt.
Andritzer Maut (Maut Andritz) bezeichnet heute noch einen Straßenbahnhalt am Nordende von Graben- und Körösistraße wo vor 1938 Pflastermaut für in die Stadt hereinkommende Fahrzeuge und eine Steuer für zahlreiche Waren eingehoben wurden.

## Kultur

### Bauwerke
- katholische Pfarrkirche St. Veit, 1226 erstmals erwähnt. Das heutige Gebäude wurde 1657 im Stil der Renaissance erbaut.
- katholische Kirche zur Heiligen Familie, ein moderner Kirchenneubau von 1960.
- Evangelische Johanneskirche, erbaut ab 1960.
- Kapelle St. Ulrich, an einer Quelle im Süden von Andritz, der seit alters her Heilkräfte zugeschrieben wurden. Nach einer Legende soll Graf Ulrich von Gösting durch ihr Wasser geheilt worden sein, worauf er am Ulrichsbrunnen eine kleine Gedenkstätte errichten ließ. 1689 wurde daraus die Kapelle St. Ulrich, die 1735 erweitert wurde.
- Schloss St. Gotthard, 1147 erstmals erwähnt, 1659 neu errichtet. Direkt daneben das St. Veiter Schlössl.
- Schlössl in der Baumgasse, entstand 1669

### Veranstaltungen
Musikalisch ist der Musikverein St. Veit – Andritz – Stattegg ein fixer Bestandteil bei Festivitäten und Veranstaltungen, die in Andritz stattfinden.
Um den Schulbeginn Anfang September findet seit 1998 alljährlich (mit Ausnahme 2016) das „Andritzer Flohmarktfest“ rund um den Hauptplatz statt, organisiert vom 1997 gegründeten Verein „Wir Andritzer“, einer Plattform lokaler Unternehmer.

## Wirtschaft
- Andritz AG (früher Maschinenfabrik Andritz)
- zahlreiche kleine Industriebetriebe
- im Westen eine große Anzahl an Einkaufsmöglichkeiten
- einige landwirtschaftliche Flächen
- Pferdezucht und Reitställe
- Wasserwerk Andritz der Stadt Graz – liefert nur einen Teil des Trinkwassers für Graz; mit Sonnenwärme- und Photovoltaikflächen
  - mit Wärmeübergabestation aus der Leitung von der Papierfabrik Sappi, Gratkorn an das Fernwärmenetz der Energie Graz.

## Verkehr
Die Linien 3 und 5 der Straßenbahn Graz führen aus dem Stadtzentrum nach Andritz. Dort fahren die
Buslinien 41, 45, 47, 52, und 53.
Die Weinzöttlbrücke ist eine kombinierte Straßen- und Eisenbahnbrücke und führt über die Mur nach Gösting.
Das Wasserschutzgebiet südlich der Weinzödlbrücke verhindert die Nutzung des Murufers als natürliche Radroute oder Fußweg.

## Sport
- In Andritz befindet sich das Sportzentrum Graz-Weinzödl, welches als Trainingszentrum des GAK dient. Während seiner Zeit im Amateurbereich trug der Fußballverein dort auch seine Heimspiele aus.
- Ebenfalls ist in Andritz der lokale Fußballverein SV Andritz beheimatet.
- Seit 2006 gibt es einen lokalen Basketball-Verein namens Pommes de Terre.
- Im Bezirk befinden sich zwei öffentliche Bezirkssportplätze, Eichengrund und St. Veit.
- Ebenfalls in St. Veit befindet sich der Golfclub Graz Andritz, mit einer 9-Loch-Anlage.
- Am linken Ufer unweit oberhalb des Kraftwerks Weinzödl liegen Ausgangsbasis und Einstieg zum Paddeln auf der Mur und weiter zur Gerhard-Peinhaupt-Slalomtrainingsstrecke im Mühlgang rechts der Mur.
- Ebenfalls in Weinzödl befindet sich der Ballpark Graz, welcher aus einem Baseballfeld (Heimteam Graz Dirty Sox) und einem Cricketfeld besteht.
- Hinter dem Ballpark liegt seit etwa 2020 der Radhindernisparcour des Vereins DSG Alpha Trial Graz.
- Direkt über dem Ballpark, an der Westwand eines südlichen Ausläufers des Kanzelkogels liegt der Klettergarten Andritz-Weinzödl.

## Bezirksvorsteher
- 2003–2021 Johannes Obenaus (ÖVP)[11]
- 2021–2022 Xenia Hobacher (Grüne)[12]
- 2022–2024 Karin Reimelt (KPÖ)[13]
- ab 2025: Doris Kampus (SPÖ)[13]